# Plagiodera
Genre
Plagiodera est un genre d'insectes coléoptères chrysomélidés mangeurs de feuilles. Une seule espèce se rencontre dans la région holarctique (jusqu'au Pakistan et à Taïwan) et en Europe :
- Plagiodera versicolora (Laicharting, 1781)

## Classification
Le genre Plagiodera est décrit en 1836 par l'entomologiste français Auguste Chevrolat (1799-1884),.

### Fossiles
Selon Paleobiology Database en 2023, huit collections de fossiles de l'Oligocène sont référencés :
- Oligocène : une collection en Allemagne et sept en France.

Ceci atteste la présence du genre depuis le Rupélien ou Oligocène inférieur, soit il y a 33,9 Ma avant notre ère.

### Liste des sous-genres
Selon ITIS (29 août 2014) :
- sous-genre Plagiodera (Plagiodera) Chevrolat in Dejean, 1836
- sous-genre Plagiodera (Plagiomorpha) Motschulsky, 1860
- sous-genre Plagiodera (Plagioschema) Daccordi, 1986

## Liste des espèces
- Plagiodera aenea Linnaeus, 1758
- Plagiodera amplipennis (Lea, 1929)

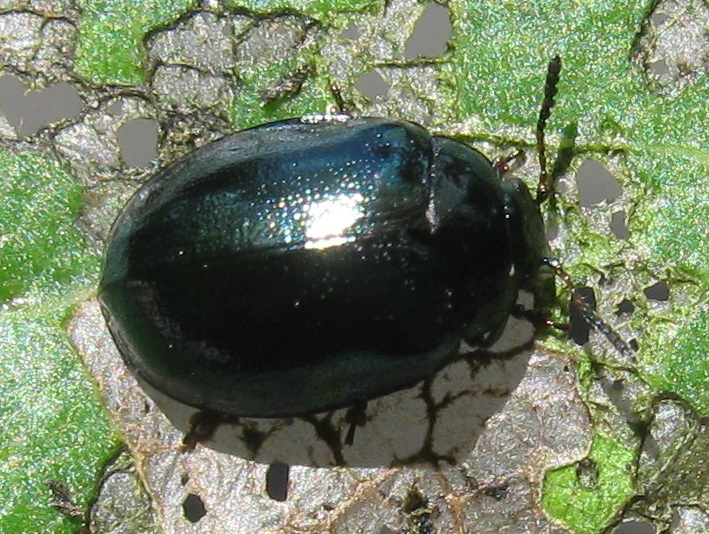
Plagiodera versicolora.

- Plagiodera arizonae Crotch, 1873 i c g b
- Plagiodera atmanama Daccordi, 1982
- Plagiodera atritarsis Stål
- Plagiodera bicolor Weise
- Plagiodera bistripunctata Duvivier
- Plagiodera cajennensis Fabricius, 1798 g
- Plagiodera californica (Rogers, 1856) i c g b
- Plagiodera finisafricae Biondi & Daccordi, 1998
- Plagiodera hanoiensis Chen, 1934
- Plagiodera hiekei Eva Sprecher-Uebersax & Mauro Daccordi, 2016
- Plagiodera lownii Baly, 1864
- Plagiodera marginata Baly, 1867
- Plagiodera nitidipennis (Blackburn, 1899)
- Plagiodera novata von Heyden & von Heyden, 1866
- Plagiodera ornorei Daccordi, 1986
- Plagiodera pallida Baly, 1867
- Plagiodera quadrimaculata Jacoby
- Plagiodera recchiai Daccordi, 1986
- Plagiodera rileyi Daccordi, 1986
- Plagiodera seenoi Balsbaugh & Daccordi, 1987
- Plagiodera septemvittata Stal, 1858 g
- Plagiodera sorbinii Daccordi, 1986
- Plagiodera thymaloides Stål, 1860 i c g b
- Plagiodera viridipennis
- Plagiodera versicolora (Laicharting, 1781) i c g b
- Plagiodera yunnanica Chen,1934

Sources des données : i = ITIS, c = Catalogue of Life, g = GBIF, b = Bugguide.net,,,

## Espèces fossiles
Selon Paleobiology Database en 2023, les espèces fossiles référencées sont au nombre de deux  :
- †Plagiodera lyelliana Heer, 1856
- †Plagiodera novata von Heyden and von Heyden, 1866

### Publication originale
- Auguste Chevrolat, New taxa. Catalogue des Coléoptères de la collection de M. le Comte Dejean, 1836, 361-443 p.